# Halysidota interlineata
Halysidota interlineata là một loài bướm đêm thuộc phân họ Arctiinae, họ Erebidae.